# Gellért gyógyfürdő

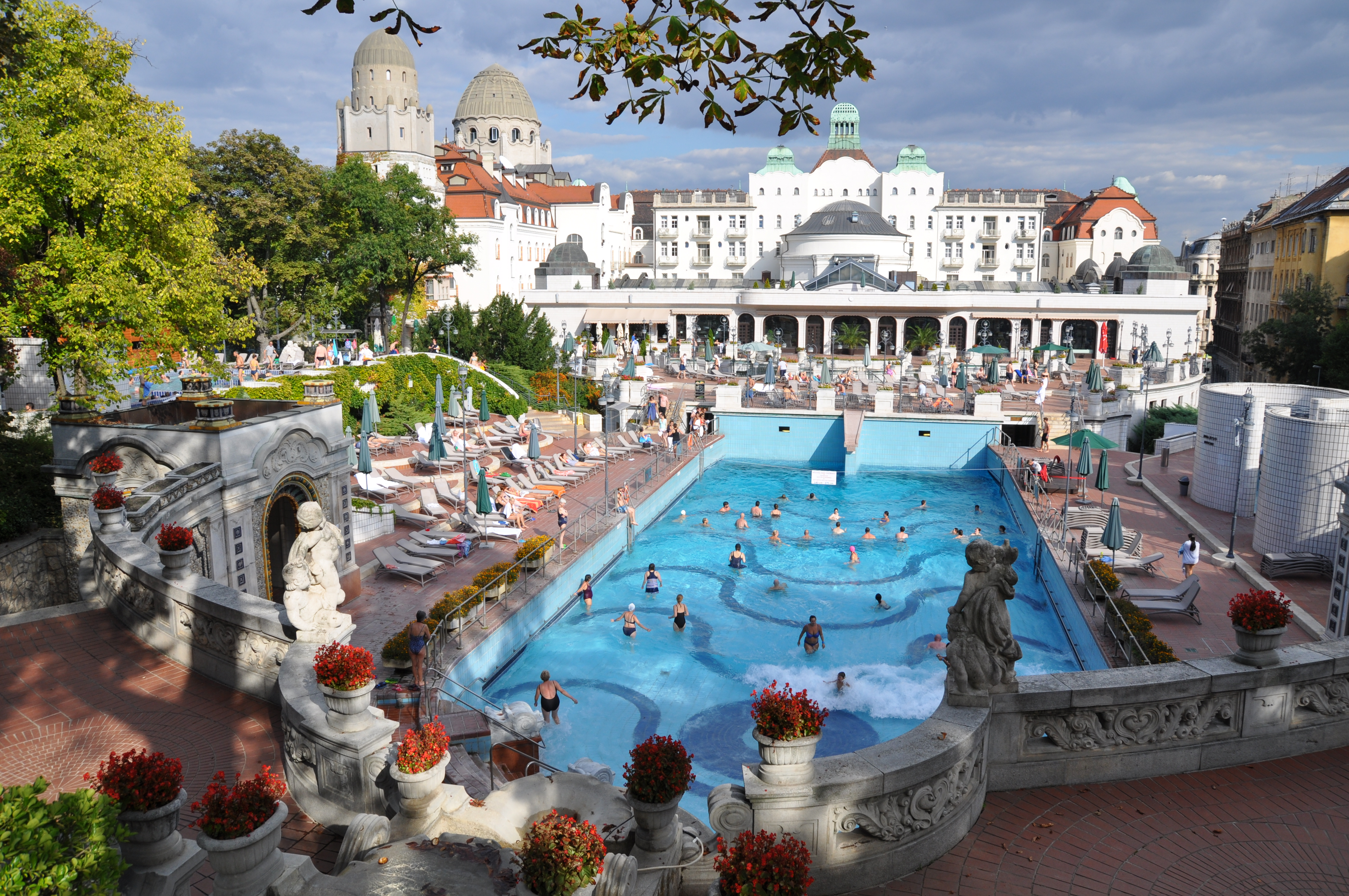
A hullámmedence

A Gellért gyógyfürdő Budapest egyik nevezetes gyógyfürdője, épülete a magyarországi szecesszió kiemelkedő alkotása.

## Fekvése
Budapest XI. kerületében található, a Szent Gellért tér 1. szám alatt, egy épületben a Danubius Hotel Gellérttel.

## Története

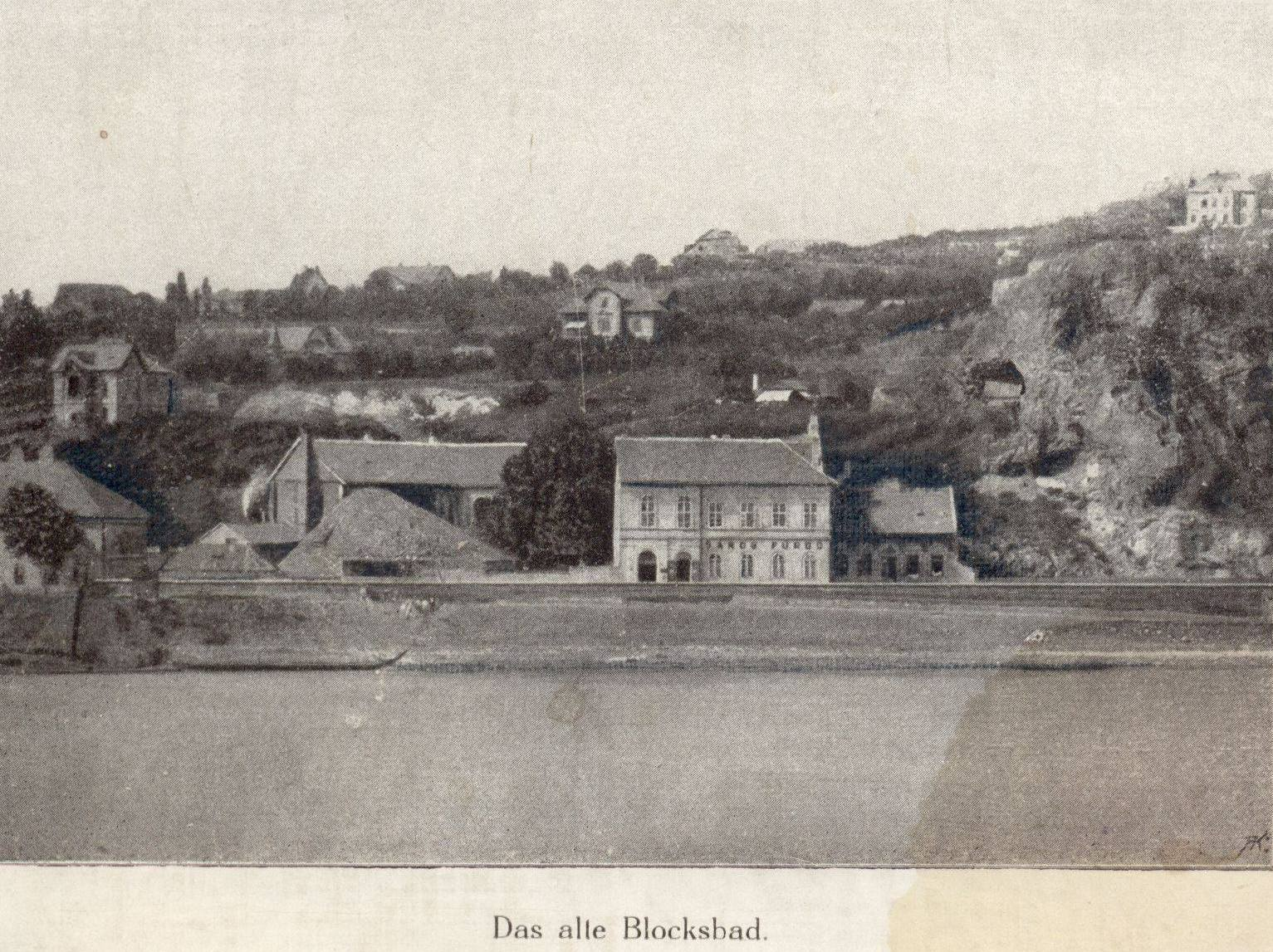
A Sárosfürdő

II. András magyar király a 13. században ispotályt és fürdőt alapított itt. A török időben az Acsik ilidzse fürdő állt a mai Gellért fürdő helyén, melyről Evlija Cselebi úti feljegyzéseiben így emlékezik meg:
…kocsikon jönnek oda. A francia betegségre és más hétféle bajra hasznos. E fürdő használatának szabálya az, hogy mikor a test egészen vörös lesz benne, ki kell menni belőle s magát melegen kell tartania.
Buda visszafoglalása után a fürdő I. Lipót háziorvosának tulajdonába kerül. Az orvos fia, Wartenbergi Illmer Károly 1718-ban eladta Buda városának. A fürdőt magyarul Sáros fürdőnek nevezték a medencék fenekén leülepedett, a forrásvízzel feltörő finom forrásiszap miatt. A fürdő német neve Blocksbad volt ebben az időben, a Gellérthegy német nevére visszavezethetően. 1809-ben Sagits István, majd Koischor Szilárd tulajdonába került az egyszerű, egyemeletes, pajtaszerű épület. A 19. század második felében a Sáros fürdőt Buda és Pest lakói, a szomszédos mezővárosok és falvak lakói látogatták.

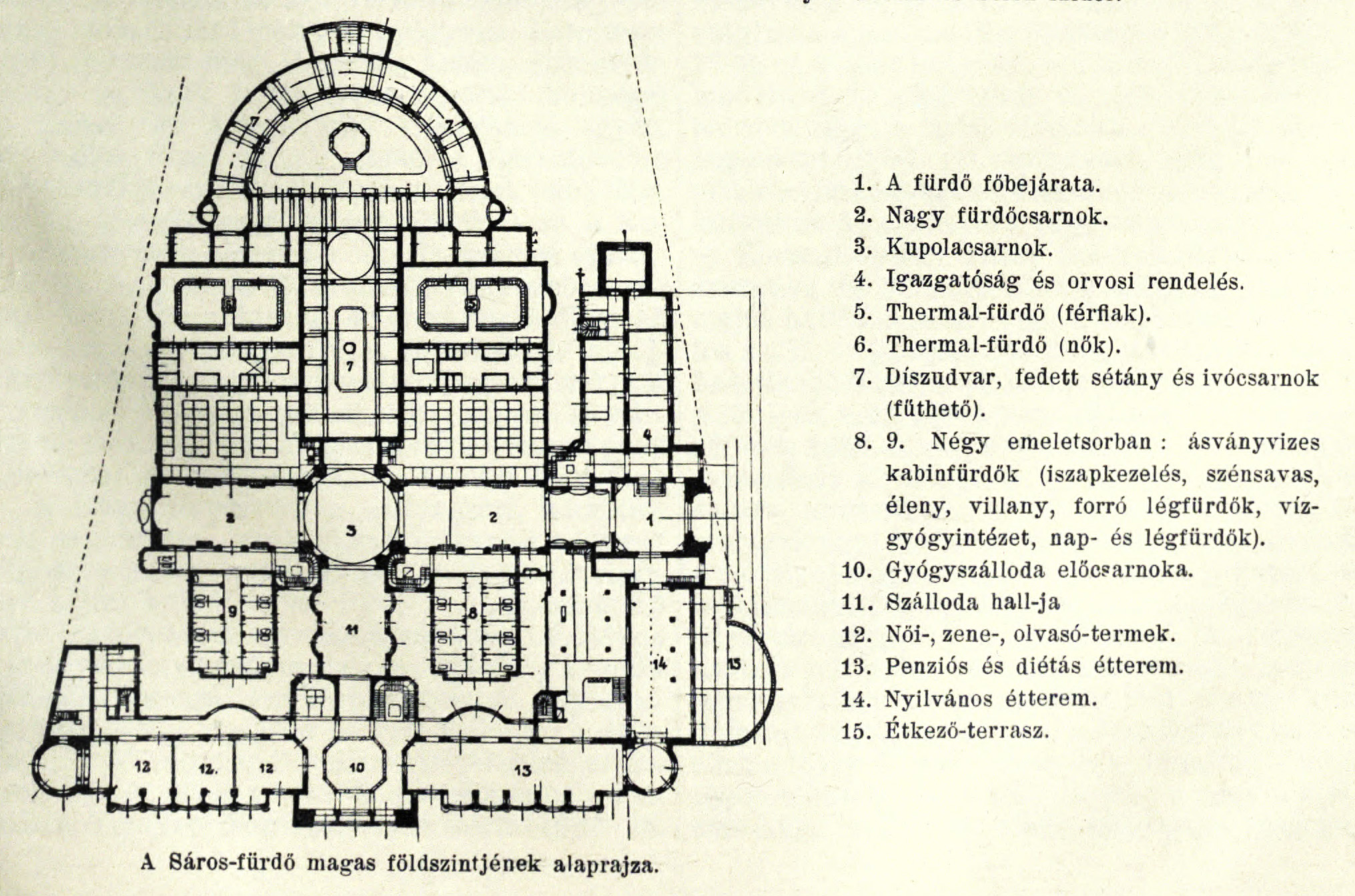
A Gellért fürdő alaprajza, Révai nagy lexikona

1894-ben a Ferenc József híd építésekor a fürdőt lebontották, majd 1901-ben a fővárosi közgyűlés elhatározta, hogy kisajátítja a Sáros fürdő forrást és telkét. A fürdő és a szálloda felépítésnek terve Budapest fürdővárosi koncepciójának része volt.
A Gellért Hotel és Gyógyfürdő 1912–18-ban épült szecessziós stílusban, az építkezésen orosz hadifoglyok is dolgoztak az első világháború utolsó évében.
Az elkészült Gellért fürdő a főváros első luxus kategóriájú létesítménye volt, akkoriban Európa legkorszerűbb gyógyfürdőjének számított. A fürdőhöz ekkor harmincágyas kórház is tartozott. A fürdő és szálló egykori tulajdonosai minden lehetőséget megragadtak, hogy az intézmény magas színvonalú technikai, esztétikai minőséget képviseljen, mind kényelemben, mind a gyógykezelések terén. A kor igényeinek megfelelő, fényűzően berendezett társas-termál, valamint termál-kádfürdők álltak a nagyközönség rendelkezésére, míg az iszapkezeléseket közös helyiségben is, és külön fülkékben is igénybe vehették kiegészülve a szénsavas, a sós-, és a pezsgő fenyőfürdők lehetőségeivel. A megnyitáskor szinte egyedülállónak számító inhaláló, pneumatikus, valamint infrakamra is várta a gyógyulni vágyókat. Külön orvosi laboratóriumok, és elsőrendűen felszerelt egészségügyi részlegéhez állandó orvosi felügyelet társult. Konyháját a nagy hírű Gundel étterem biztosította 1945-ig, külön figyelmet fordítva már akkor is a korszerű táplálkozási elvek betartására.

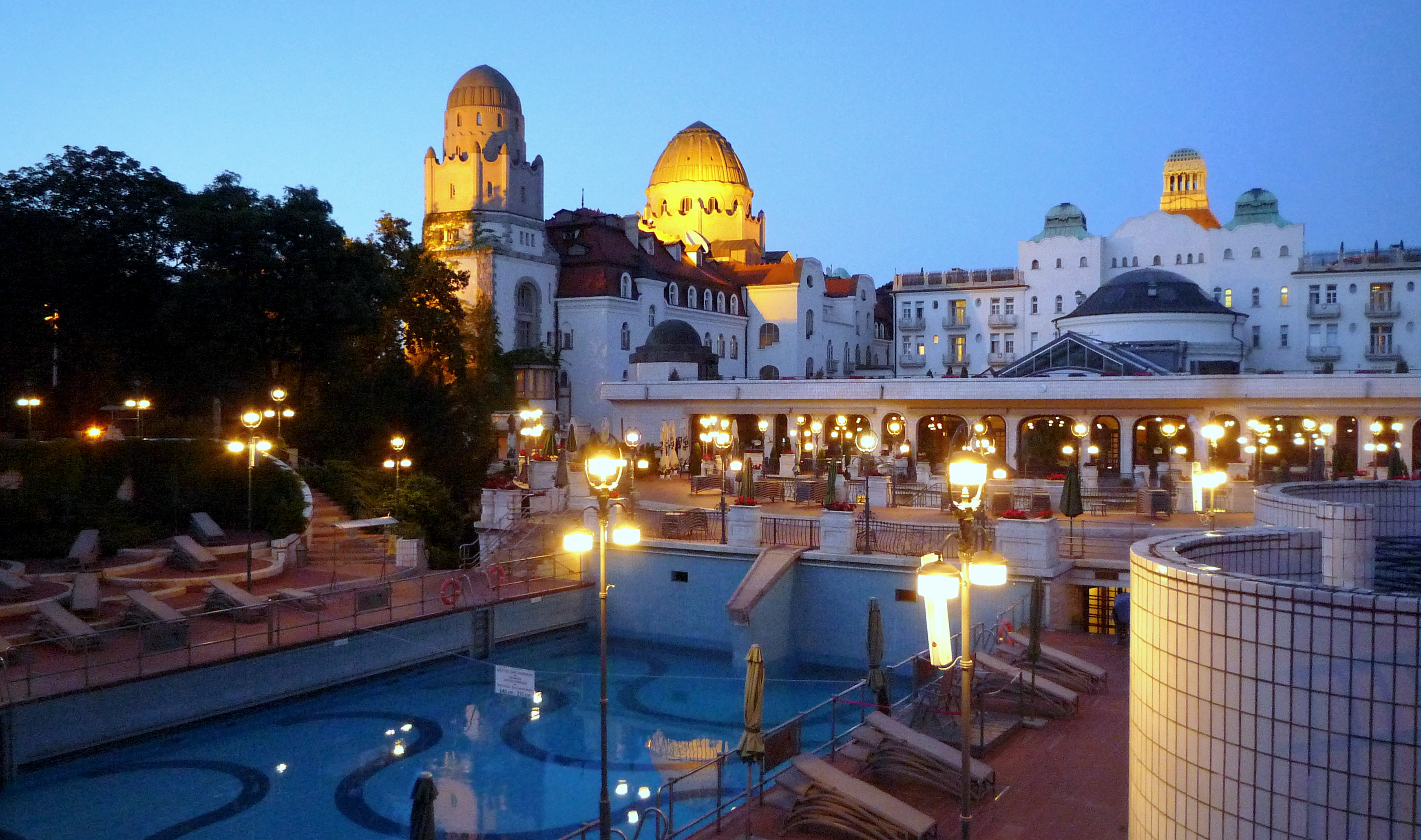
Esti kivilágításban a fürdő nyitott része

Az akkori Európában is kuriózumnak számító hullámstrandfürdő később, 1926–27-ben épült hozzá, a fürdő korábbi parkja területén. 1934-ben pezsgőfürdővel bővült ki. A pezsgőfürdő az úszómedence ólomlemezzel szigetelt egyharmadában helyezkedett el, 84 darab speciális fúvófej pezsegtette a vizet. A befúvást egy 14 lóerős villanymotorral meghajtott légkompresszor végezte, a fúvófejek között színes világítótestek sejtelmes fénnyel árasztották el a medence vizét.
A második világháború előtt exkluzív vendégkörrel rendelkezett a Gellért gyógyfürdő: itt töltötte mézesheteit I. Julianna holland királynő, számos, Európát meglátogató maharadzsa, Rabindranáth Tagore. A fürdő híres látogatói közé tartozott Yehudi Menuhin és Richard Nixon is.
1945-ben a fürdő épülete és berendezése Budapest ostroma idején súlyos károkat szenvedett. A szobák egy részét még abban az évben helyreállították, az épület Dunára néző részét csak 1961-ben, majd a szállót 1980-ban újították fel, s modernizálták.
2011-ben a német Handelsblattban megjelent hír szerint 2007 júniusában a Hamburg-Mannheimer biztosító a száz legjobban teljesítő munkatársának szexpartit rendezett a fürdőben. Az eset miatt Németországban vádat emeltek a biztosító ellen. Az eset kapcsán a Budapest Gyógyfürdői és Hévizei Zrt. vezetősége azt nyilatkozta, hogy nem volt tudomása arról, hogy pontosan mi folyt a rendezvényre kibérelt fürdőben.

## Épülete

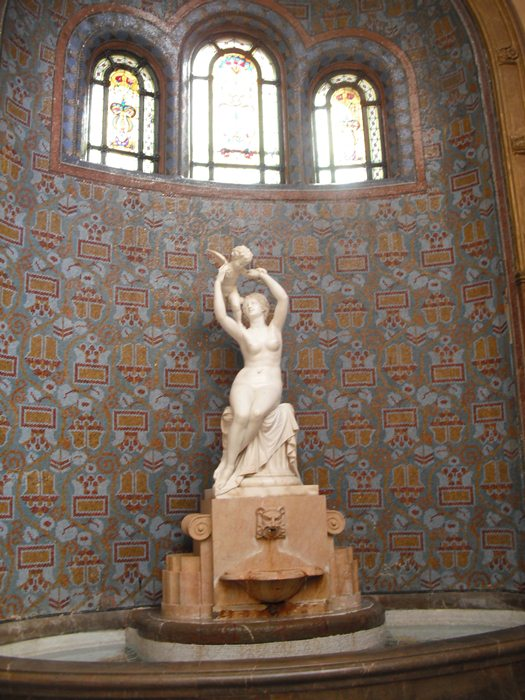
Vénusz és Ámor, Huszár Adolf alkotása

A fürdő Sebestyén Artúr, Hegedűs Ármin és Sterk Izidor tervei alapján épült meg. Az épületegyüttes késő szecessziós alkotás, kupolái barokkos vonalvezetésűek. A fürdő főbejárata a Kelenhegyi út felől közelíthető meg, az íves kapu két oldalán Róna József szoborcsoportja látható, mely a gyógyulást jelképezi. A színes mozaikokkal burkolt előcsarnokból a karzatos, 74 méter hosszú és 11 méter széles, színes üvegtetővel fedett központi csarnokba juthatunk. A csarnok tíz díszablaka Hende Vince festőművész kartonjai alapján Róth Miksa üvegfestőműhelyében készült el, alkalmasint Róth Manó munkája. Az üvegablakokon Arany János Buda halála című művének jeleneteit láthatjuk. A csarnok végében Huszár Adolf Vénusz-szobra kapott helyet. A fogadócsarnok három, évszakokat jelképző szobra 1961-ben készült (Ősz, Stöckert Károly, Nyár Szabados Béla, Tavasz Dabóczi Mihály alkotásai).
Merőlegesen a fogadócsarnokra helyezkedik el a fürdő uszodája, melynek tetőszerkezet mozgatható. Az úszómedence fölött karzat található, többek között innen közelíthető meg a büfé és a szabadtéri medencék. Az úszómedence két oldalán folyosó húzódik, ahonnan kis hajóablakokon keresztül alulról látható a medence vize. Az úszómedence egyik oldalról lépcsőn, a medence mélyebb részén vízbe nyúló létrán közelíthető meg. A lépcsős oldalon található a "Kacsás lány" szobor, melyet Ligeti Miklós 1894-ben, tehát a fürdő építése előtt alkotott. A szobor egy Zsolnay porcelánból készült díszkút tetején található. Az úszómedence két oldalán oszlopsor található, melyen a vízhez kapcsolódó minták (hal, mitológia vízilény) találhatók.
Hasonlóan a Széchenyi gyógyfürdőhöz a Gellért fürdő is tükrös szerkezetű, a bal és jobb szárny hasonló kiképzésű. A női és férfi termál részleg rendkívül gazdagon díszített, a falakat színes Zsolnay-porcelán díszíti. A férfi termál fürdő bejáratának két oldalán Ligeti Miklós Csókolózó gyermekek című, 1918-as szobra látható. Szintén Ligeti alkotása a férfi termál medence fölött található Kisfiú teknőccel, az egy méteres szobor fehér majolikából készült.
A fedett úszómedence vonalában helyezkedik el a kültéri hullámfürdő-medence, egy szinttel magasabban található egy kültéri melegvizes medence pezsegtetőkkel, valamint egy kültéri szauna. A kabinos és szekrényes öltözők az épületet lezáró félkörívben találhatók. Az épületben a számos átjáró és lépcső miatt viszonylag nehéz eligazodni.
A Gellért fürdő kertje és szobrai az első világháború után készültek el. 1927-ben helyezték el egy díszes fülkében Pásztor János Primavera (Tavasz) alkotását. A kertben látható még Telcs Ede „Gyermekfigurák” és Gárdos Aladár „Küzdelem a hüdrákkal” szoborcsoportja, mindkettő 1927-ből. Utóbbi a kertben félköríves alakban díszes tartófalon, amelynek közepén a fal fölött kagylót mintázó tálak sorakoznak egymás fölött. A szoborcsoport hátoldalán egy szintén díszes, férfifejjel díszített kút található.

## Felújítása
A Gellért fürdő a második világháborúban súlyosan megsérült, így számos műtárgyat pótolni kellett. A női részleg ólombetétes ovális felülvilágítóit Gonzales Gábor tervezte és kivitelezte, 1998-ban. A férfirészlegen megmaradtak a Róth-műhelyben készült színes üvegablakok, azonban ezeket is felújították a kilencvenes évek végen.
A Gellért fürdő átfogó felújítása 2007. január és 2008 áprilisa között zajlott. Megőrizték a fürdő eredeti berendezéseit és stílusát, így a Zsolnay-mozaikokat, a márványoszlopokat, az üvegeket és a szobrokat.

## A fürdő medencéi, szaunái, gőzfürdői

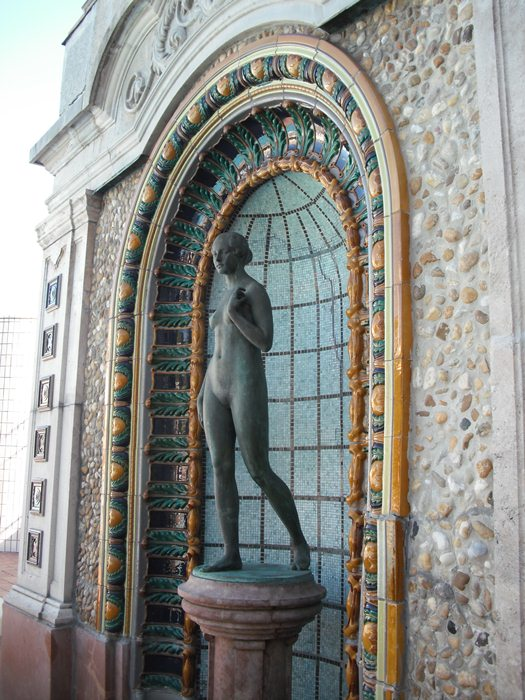
Primavera – Pásztor János alkotása

A Gellért fürdőben 2014-ben összesen 12 medence üzemelt. Kettő kivételével mindegyiket termálvízzel töltik meg. A központi csarnokban egy úszómedence található, vízhőmérséklete 26 °C fok. Az úszómedencében körbe szokás úszni, a fürdősapka használata, mint ahogy minden budapesti gyógyfürdőben kötelező. A medence sekélyebb részén meghatározott időközönként vízpezsegtetők működnek. Az úszómedence vonalában félkörívben helyezkedik el egy 36 °C fokos termálvizes medence. A fürdő jobb és bal szárnyában Gellért szállodában az egykori női és férfi részleg Gellért szállodában két-két gyógyvizes medence található, 36 °C ill. 40 °C fokos gyógyvízzel. Mindkét termálrészlegen külön gőzfürdő található, hozzájuk egy-egy hideg vizes merülőmedence tartozik. Az egykori férfi és női részleg külön finn szaunával rendelkezik.
A fürdőben eredetileg külön női és férfi termál részleg üzemelt, az ezredforduló után hétköznapokon megtartották ezt a rendszert, hétvégén pedig mindkét nem számára egyszerre üzemelt az egykori női és férfi részleg. 2013. január 1-től kizárólag így üzemel az egész fürdő.
A korábbi gyermekmedencés és zuhanyzórészleg helyén, ahová egy aluljárón keresztül lehetett átjutni a Kemenes utca alatt, leválasztották, az eredeti építmények megtartásával 2013-ban nyílt meg a Pagony kert szabadtéri kávézó, amely 2022-ig működött. Sajtóértesülések szerint erre az értékes telekre 2024-től lakóházakat terveznek építeni.

## A fürdő gyógyvize
Nátriumot is tartalmazó kalcium-magnézium-hidrogénkarbonátos és szulfátos-kloridos hévízének, fluoridion tartalma is jelentős. A víz kifejezetten ajánlott mindazoknak, akik ízületeik degeneratív betegségével, gerincmegbetegedésekkel, ízületi gyulladásokkal, porckorongsérülésekkel és -bántalmakkal, érszűkülettel, keringési zavarokkal vagy asztmás, idült hörghurutos panaszokkal küszködnek.
| Anionok           | Mennyiség   | Kationok  | Mennyiség | Egyéb          | Mennyiség |
| ----------------- | ----------- | --------- | --------- | -------------- | --------- |
| Klorid            | 141,5 mg    | Nátrium   | 119,2 mg  | Metabórsav     | 2,1 mg    |
| Bromid            | 0,5 mg      | Kalcium   | 177,2 mg  | Metakovasav    | 19,5      |
| Jodid             | 0,04 mg     | Magnézium | 60,1 mg   | Szabad szénsav | n. a.     |
| Fluorid           | n. a.       | Vas       | n. a.     | Oldott oxigén  | n. a.     |
| Szulfát           | 331,7 mg    | Kálium    | n. a.     |                |           |
| Hidrogén karbonát | 488,0 mg    | Lítium    | n. a.     |                |           |
| Szulfid           | 1,21 mg     |           |           |                |           |
| Összesen          | 1554,9 mg/l |           |           |                | -         |

A víz összetételére vonatkozó adatok 1954-ből származnak. (n. a. = nincs adat)

## Proxy-órás rendszer
A Gellért gyógyfürdőben ún. proxy-karórás beléptető rendszer működik. A proxy-karórában egy chip található, amely bizonyos információk tárolására alkalmas. Ezeket különböző leolvasóberendezéssel jeleníthetjük meg. A ruhafogas piktogrammal van ellátva, a fürdő számos pontján megtalálható berendezéssel például megtudhatjuk, melyik szekrényben vagy kabinban helyeztük el ruháinkat. Ha például szekrényes belépőt veszünk, akkor a számozott szekrény gombjához nyomva vagy a kabin ajtajához érintve proxy-óránkat azt a szekrényt ill. kabint magunknak lefoglaltuk, melyet ezután csak saját óránkkal tudunk nyitni ill. zárni.

## Érdekességek
- A második világháború alatt is működött, pedig a női részleg egy belövés következtében szinte teljesen elpusztult.
- Eggerth Márta itt énekelte a Kék Duna keringőt a Wo die Lerche singt című, 1936-os német filmben.[16]
- A pezsgőfürdőben forgatták 1982-ben a Wagner című tévéfilmsorozat egyik svájci jelenetét Richard Burton címszereplésével, valamint 2005-ben Görög Zita szereplésével a 8mm 2(wd) című film egyes jeleneteit is.
- A hullámmedencénél forgatták a Royce (1994) című film egyes jeleneteit James Belushival.
- Az ezerkilencszázkilencvenes évek végén Katarzyna Kozyra lengyel művésznő rejtett kamerákat helyezett el a fürdőben, saját magát pedig férfivá maszkírozta és így vegyült el a férfilátogatók között. A videóinstallációt először Férfifürdő (Men's Bathhouse) címmel 1999-ben mutatták be a velencei biennálén. A mű egy nyolcszögű építmény külső és belső felületeire vetíti a négy, egyenként 8 perces, a Gellért fürdő férfi részlegében készített kisfilmeket.[17] Magyarországon először 2003-ban állíthatta ki a művet a Ludwig Múzeumban.[18]
- Pusztai Sándor, a fürdő úszómestere 1930-39 között készített fotókat a Gellért prominens vendégeiről. A képeket Miniszterek gatyában címmel mutatták be a Mai Manó Ház: Magyar Fotográfusok Házában, 2012-ben. A képek megtekinthetők a hvg.hu oldalán is.
- A pesti szleng régebben gyakran "Gelázs"-nak hívta a fürdőt.[19]

## A Gellért gyógyfürdő archív felvételeken

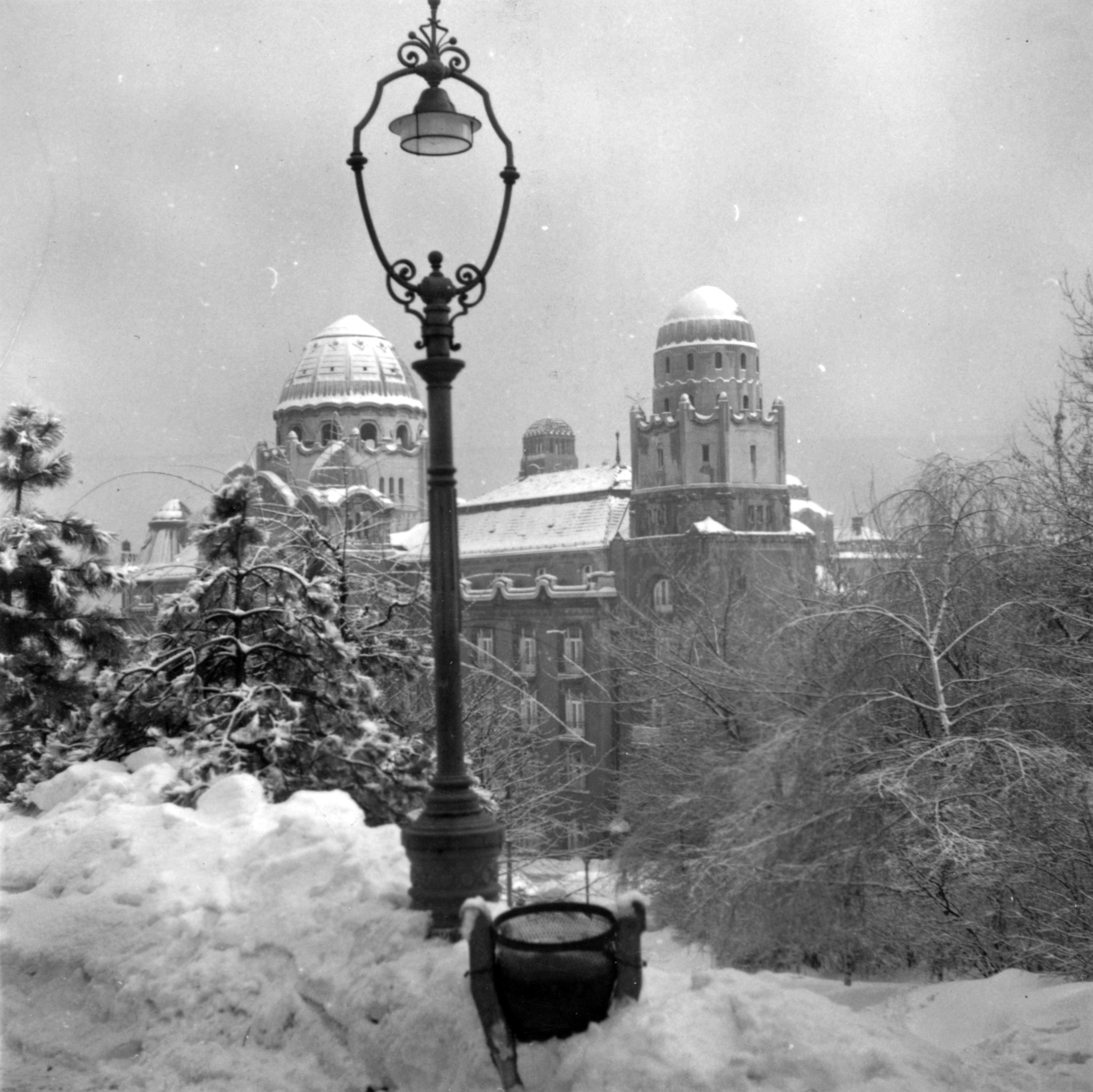
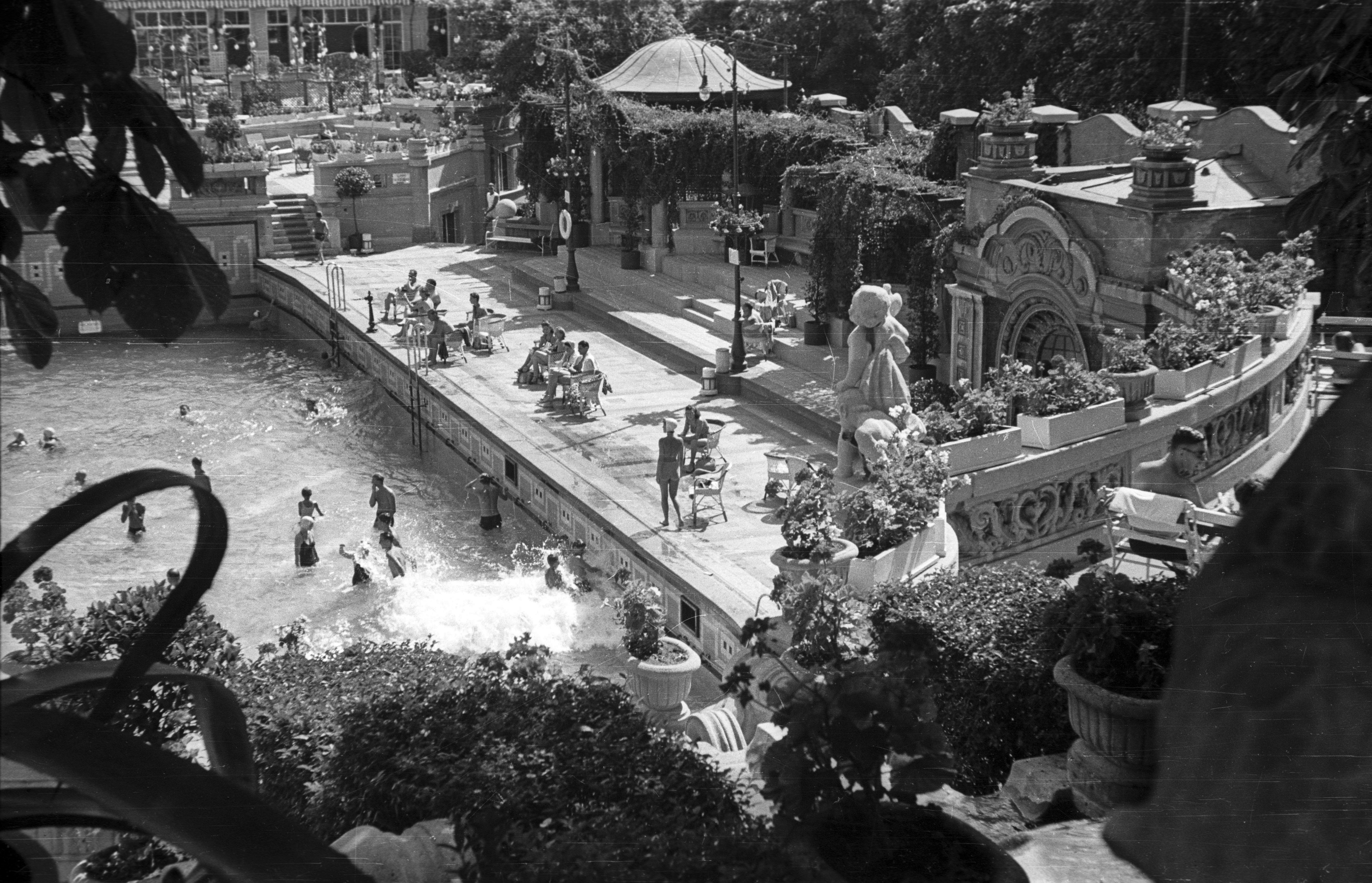
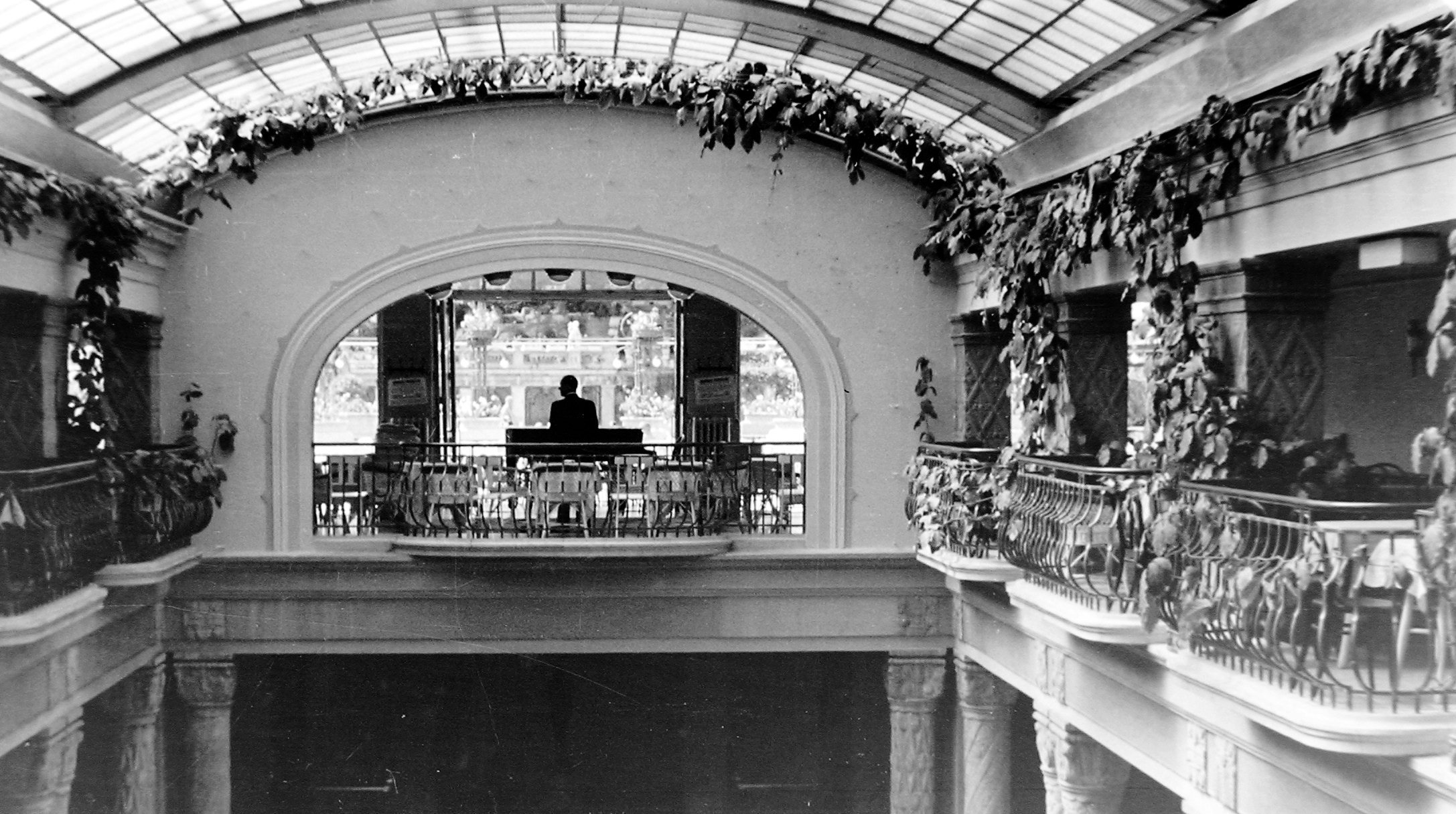
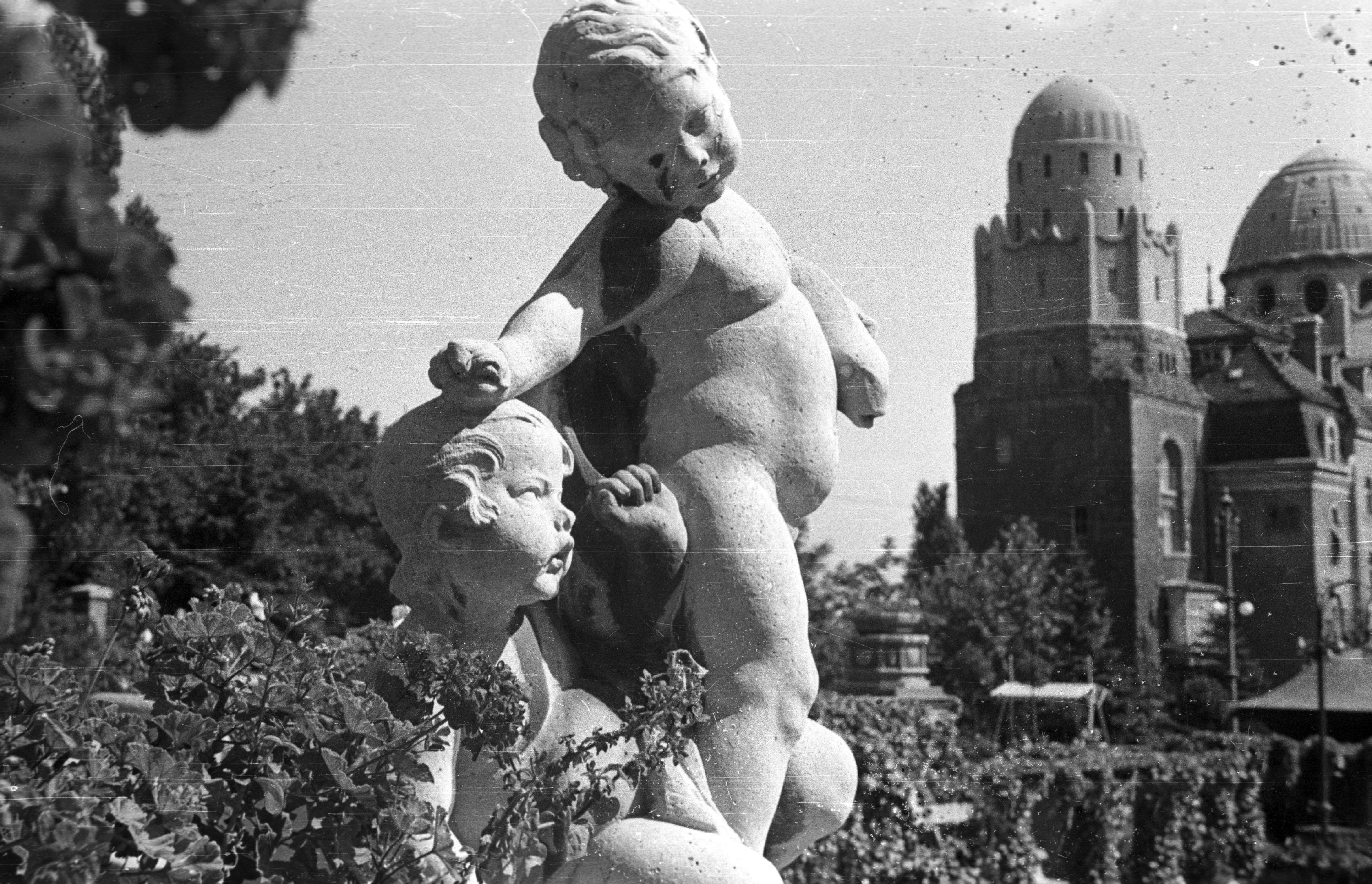
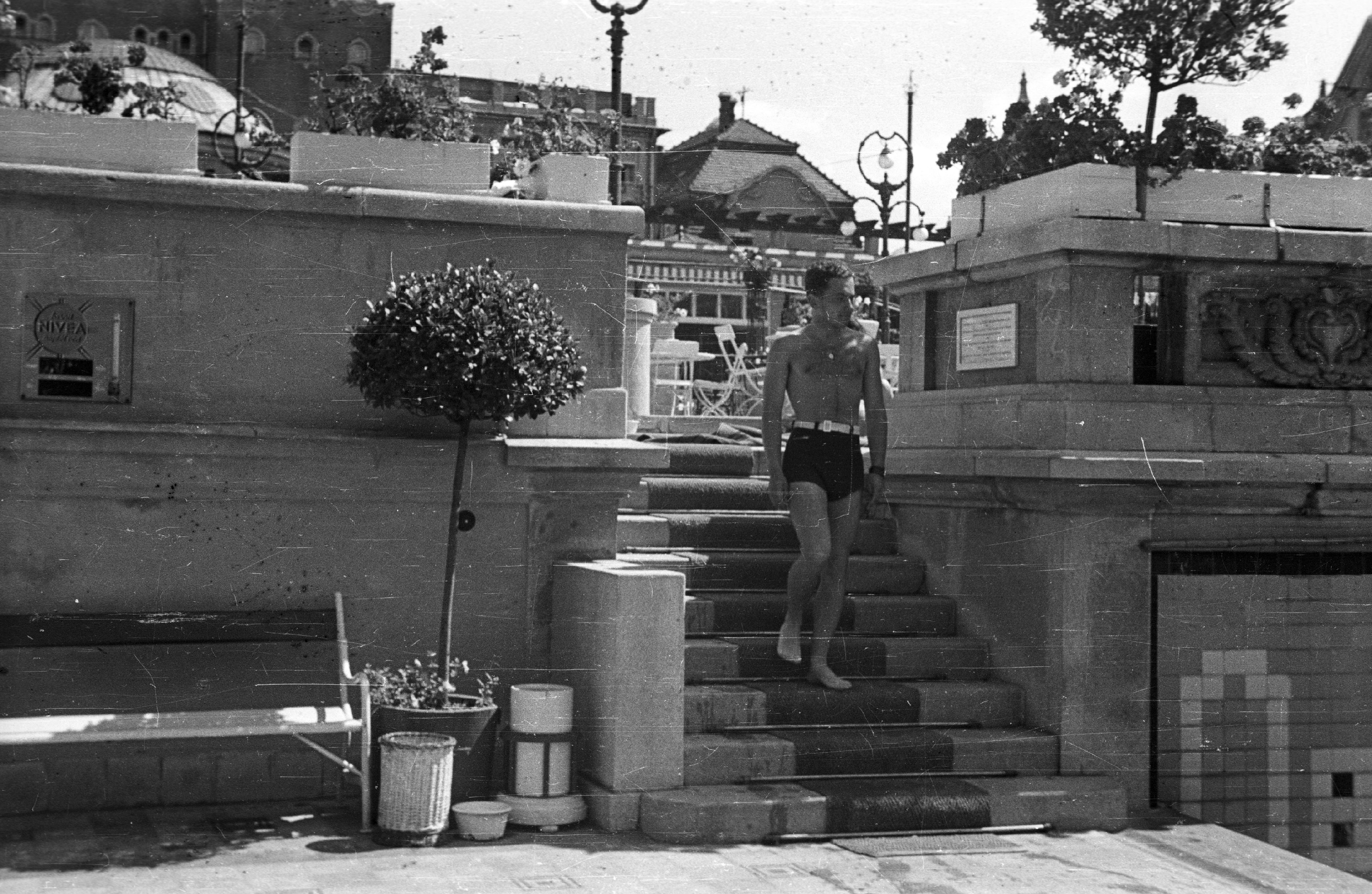
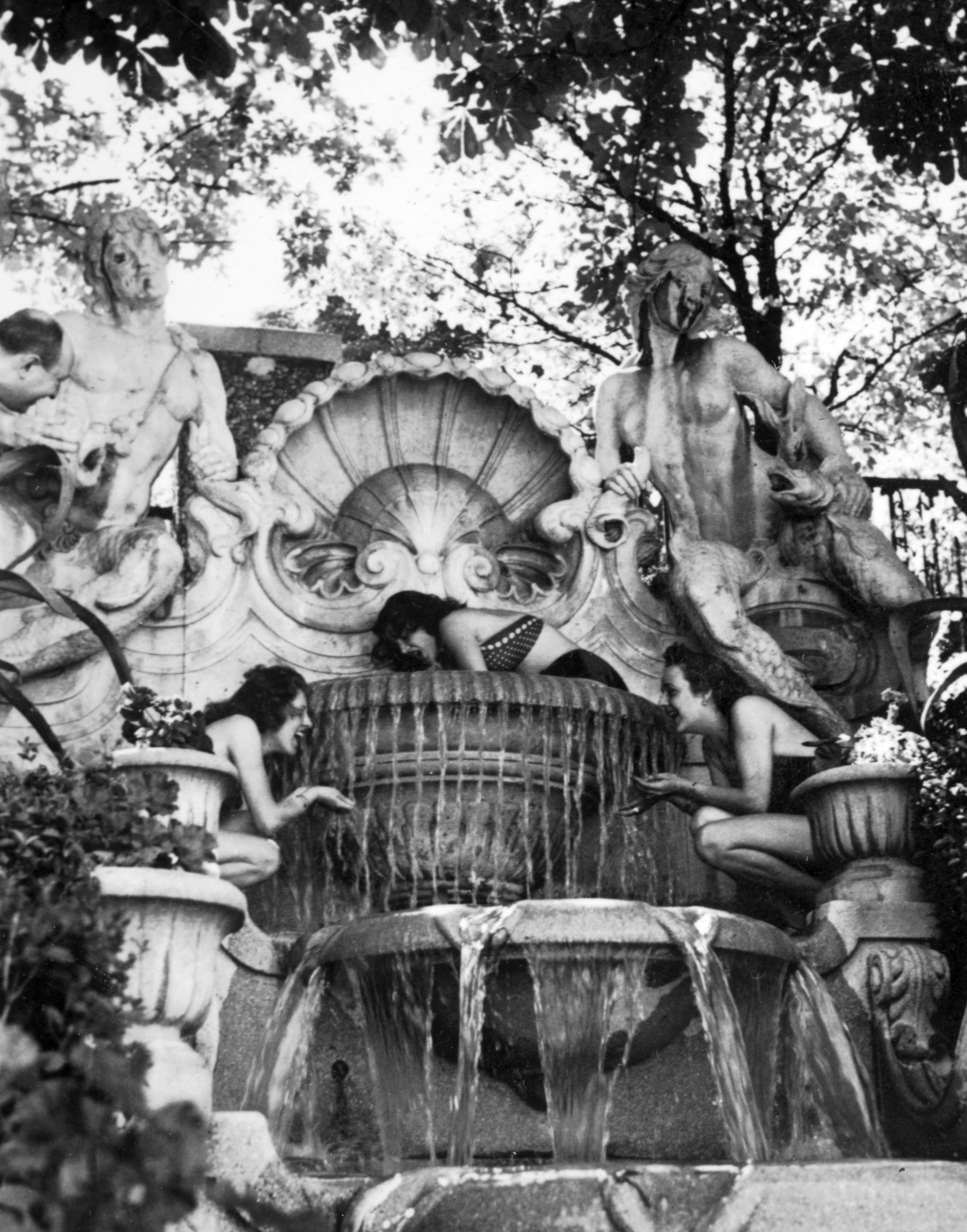

## Galéria

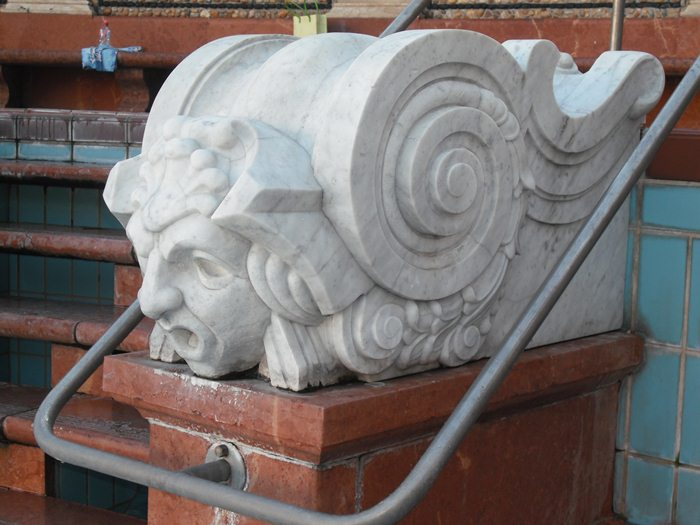
Márvány díszítőelem a hullámfürdő-medencében
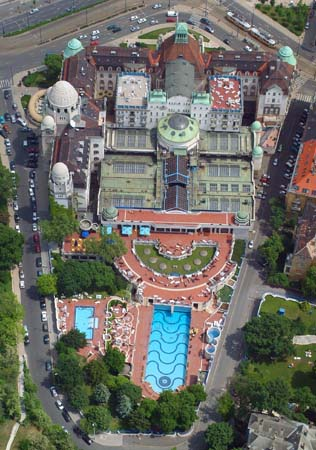
A Gellért fürdő felülnézetből
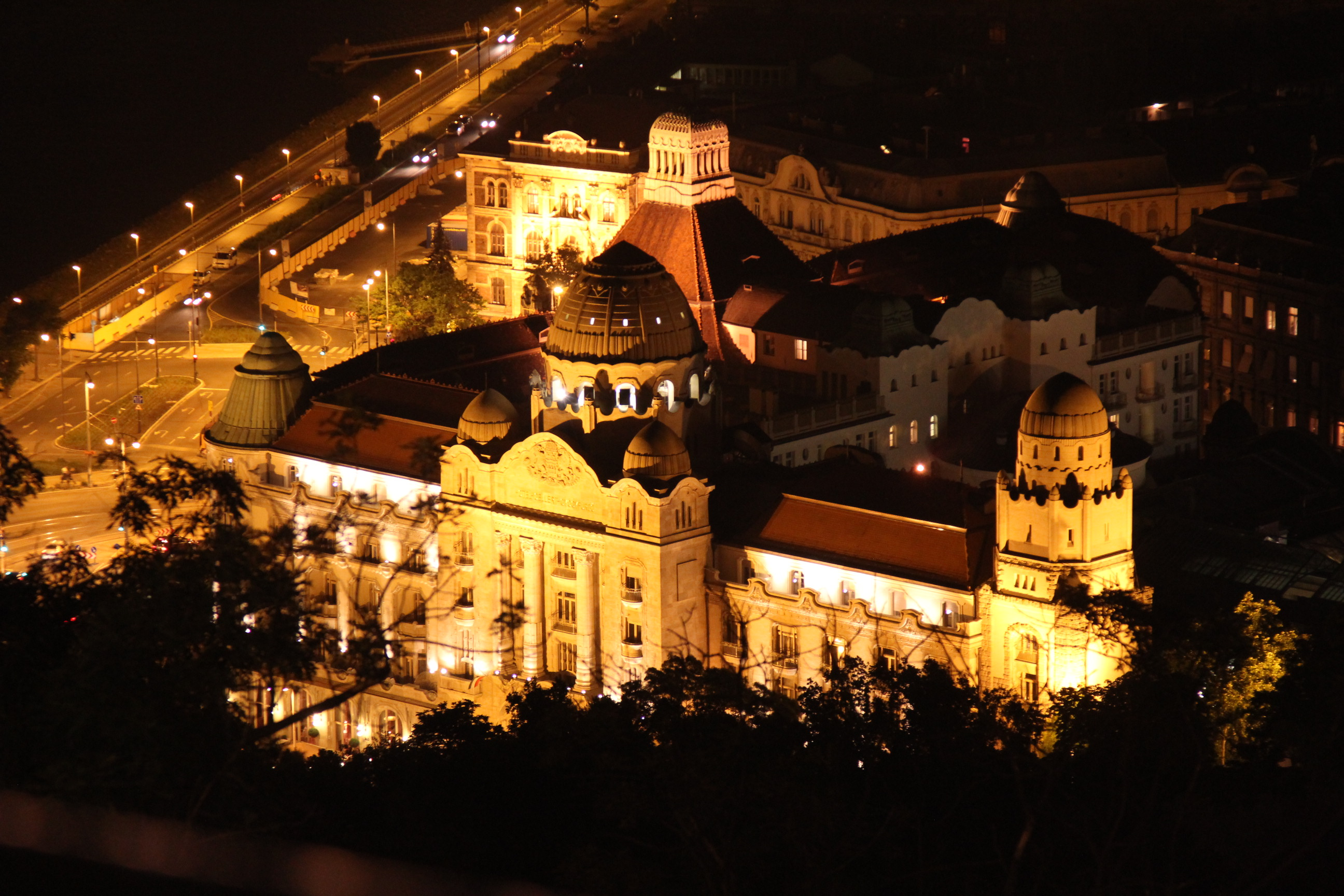
A fürdő épülete éjszaka
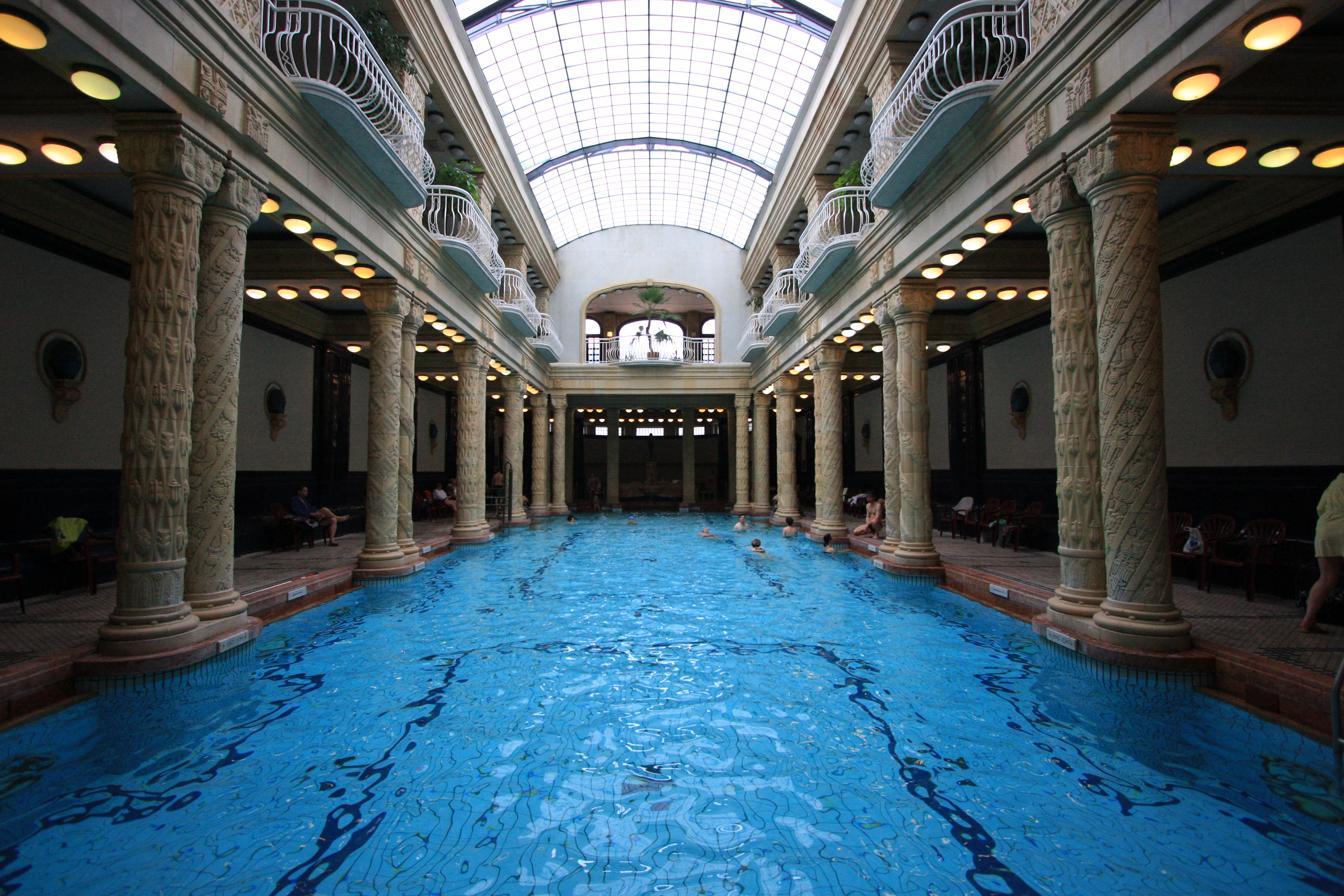
A Gellért pezsgőfürdője
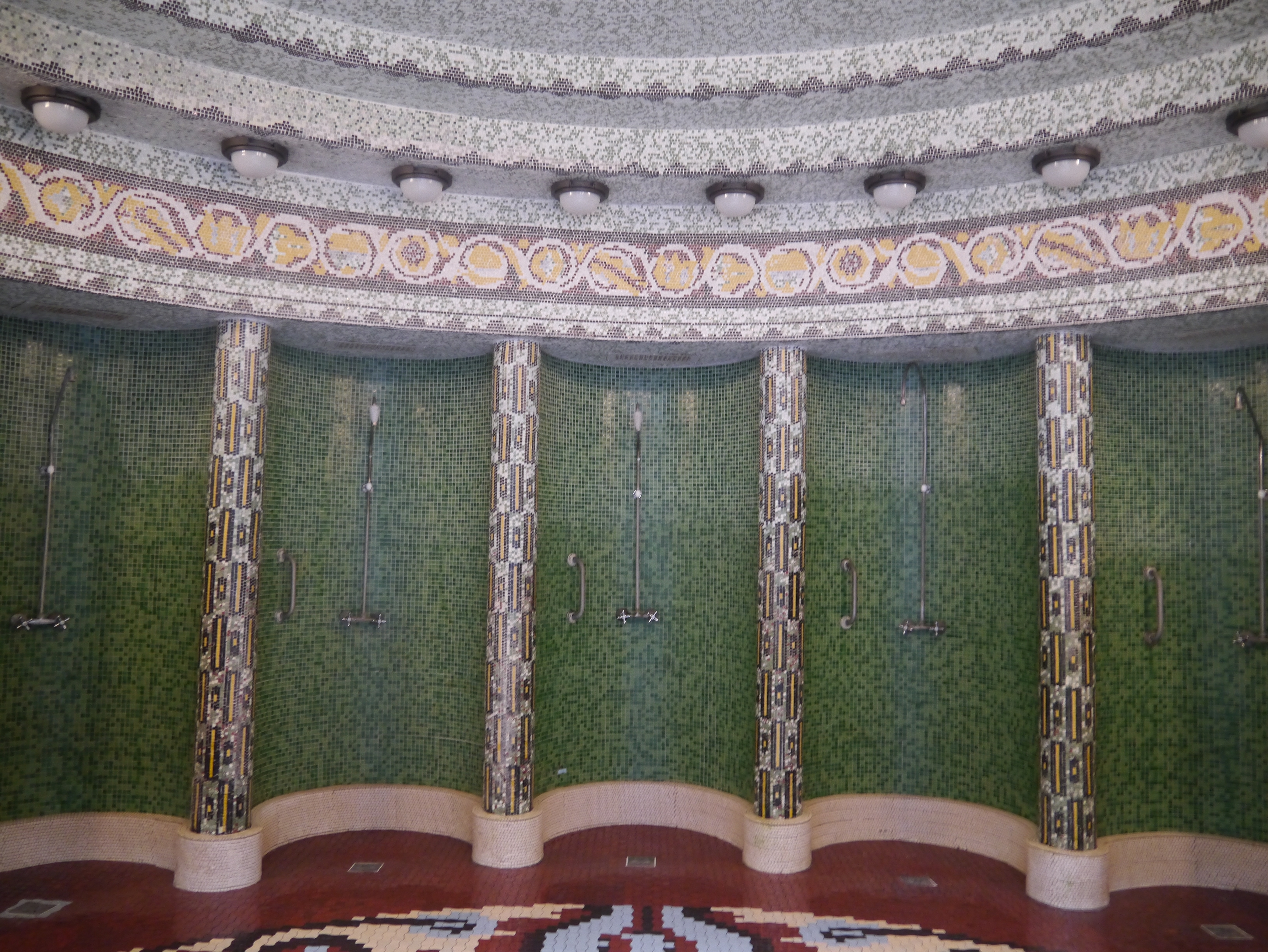
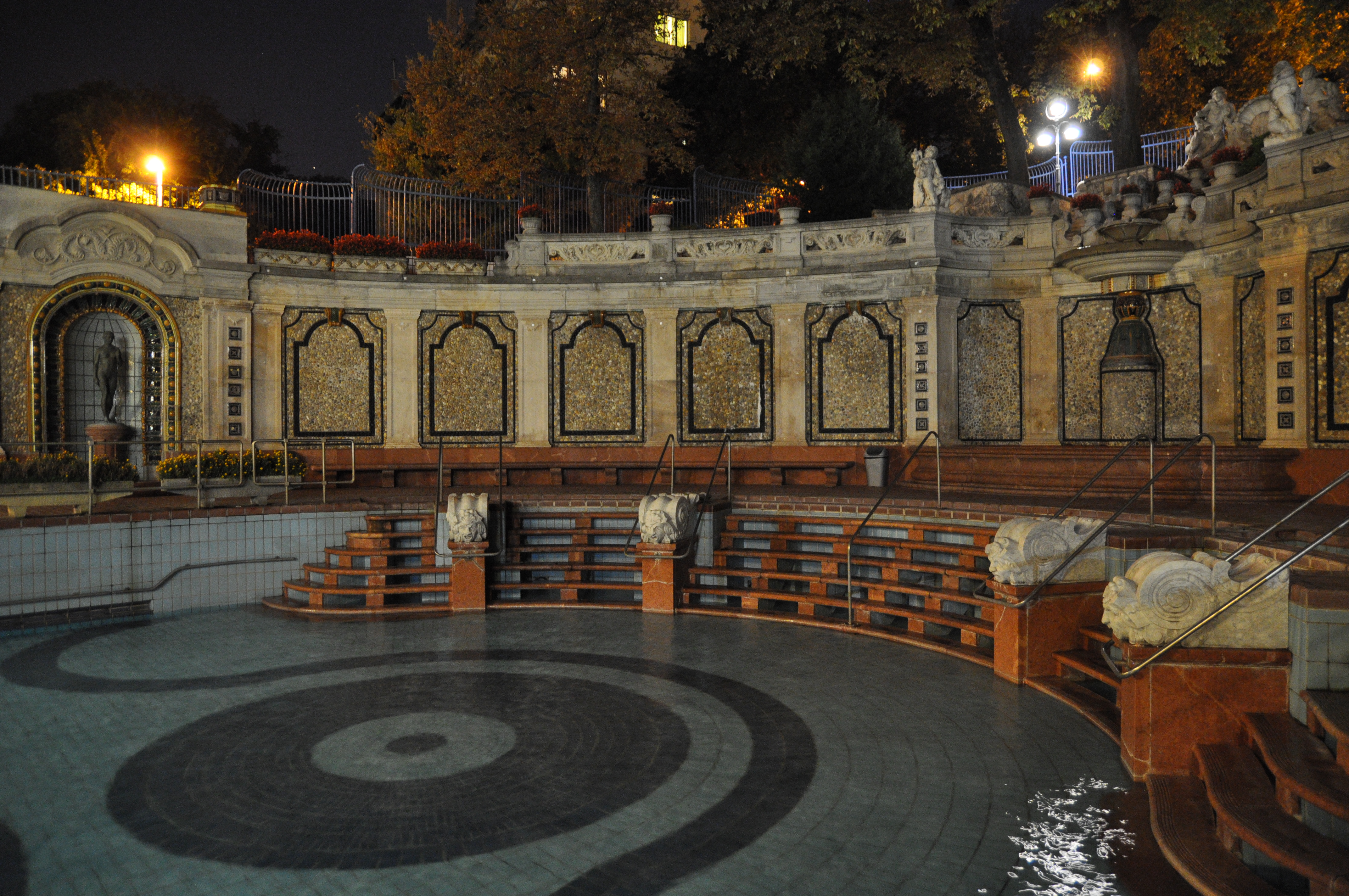
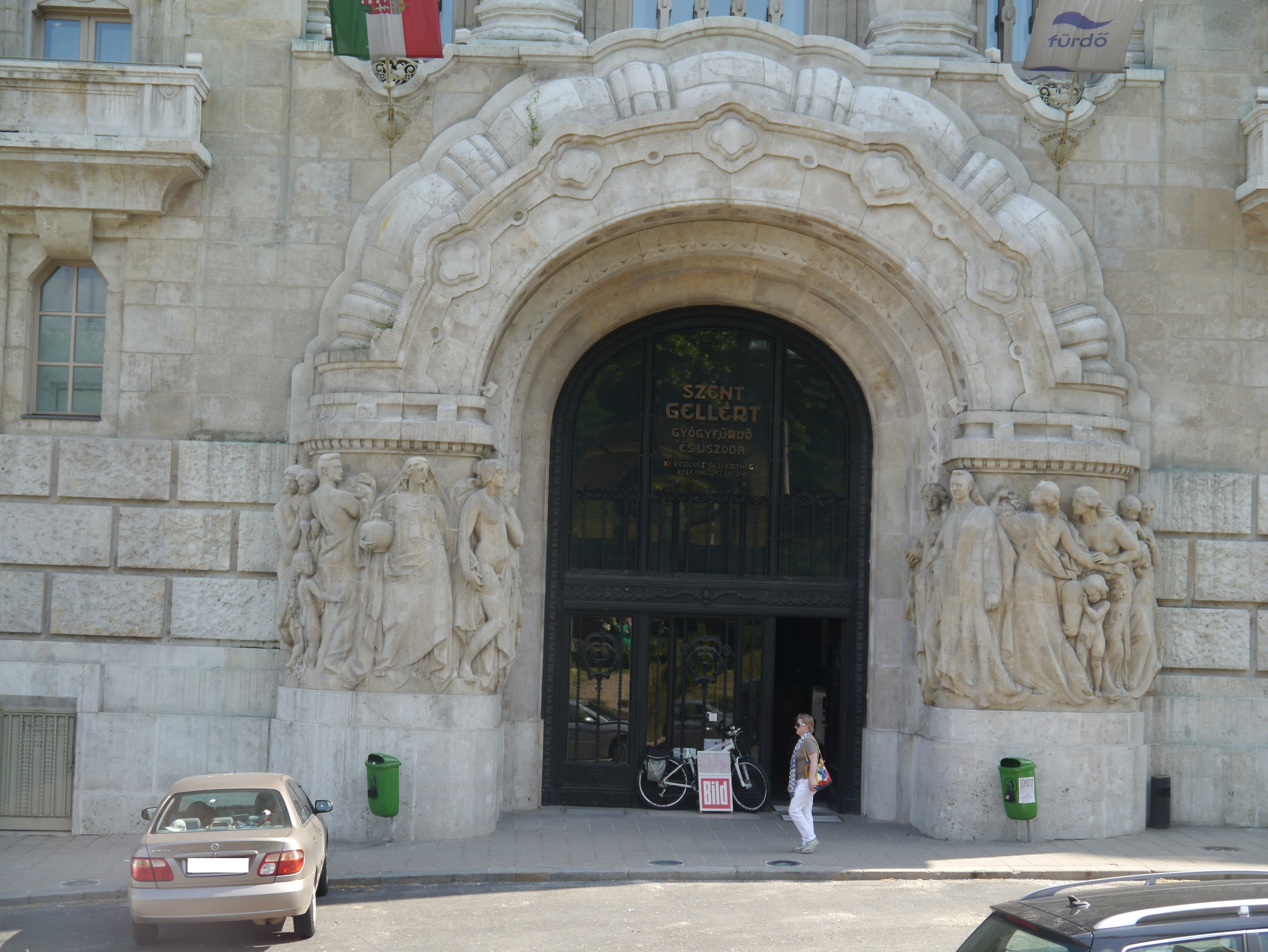
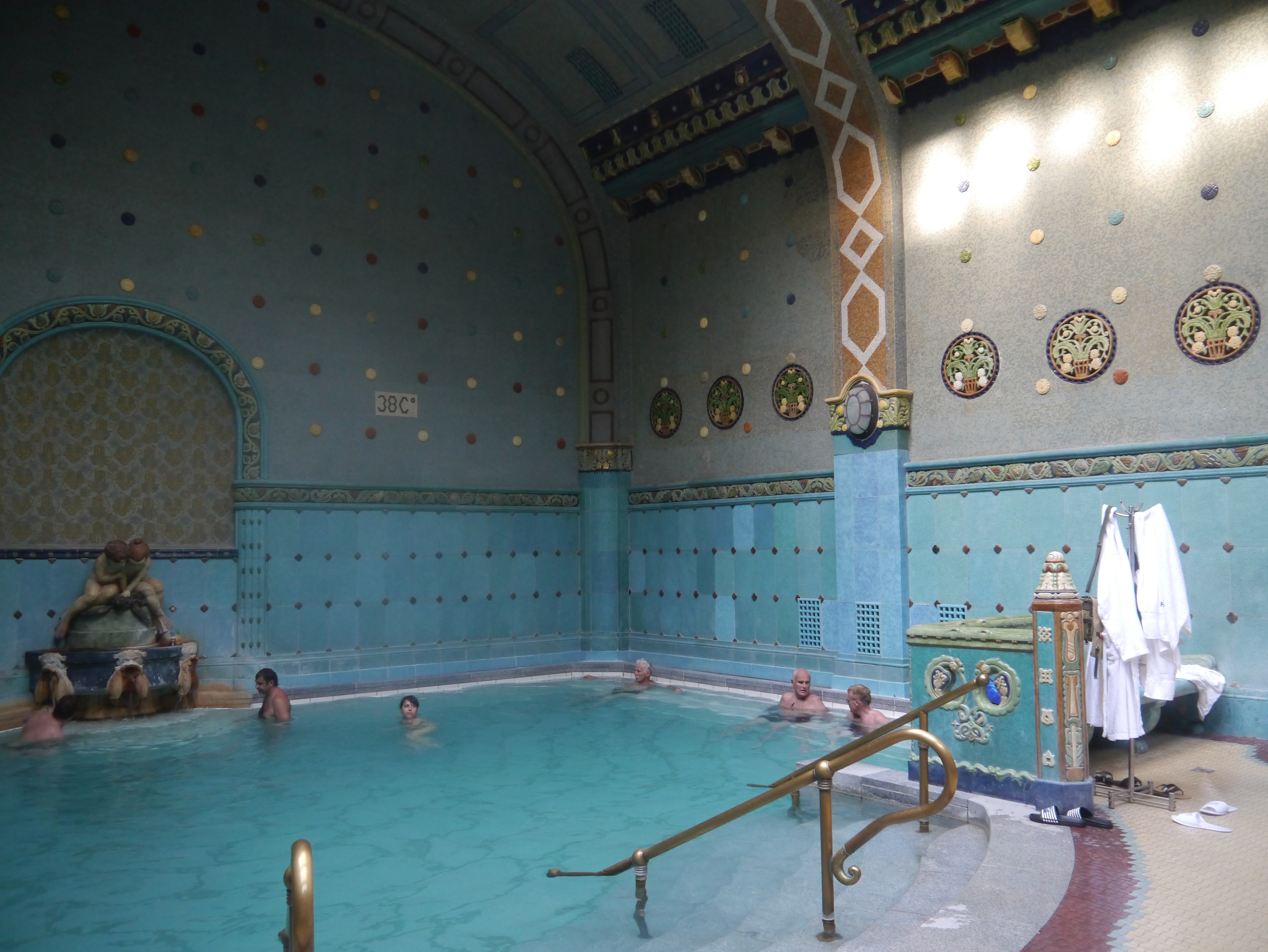
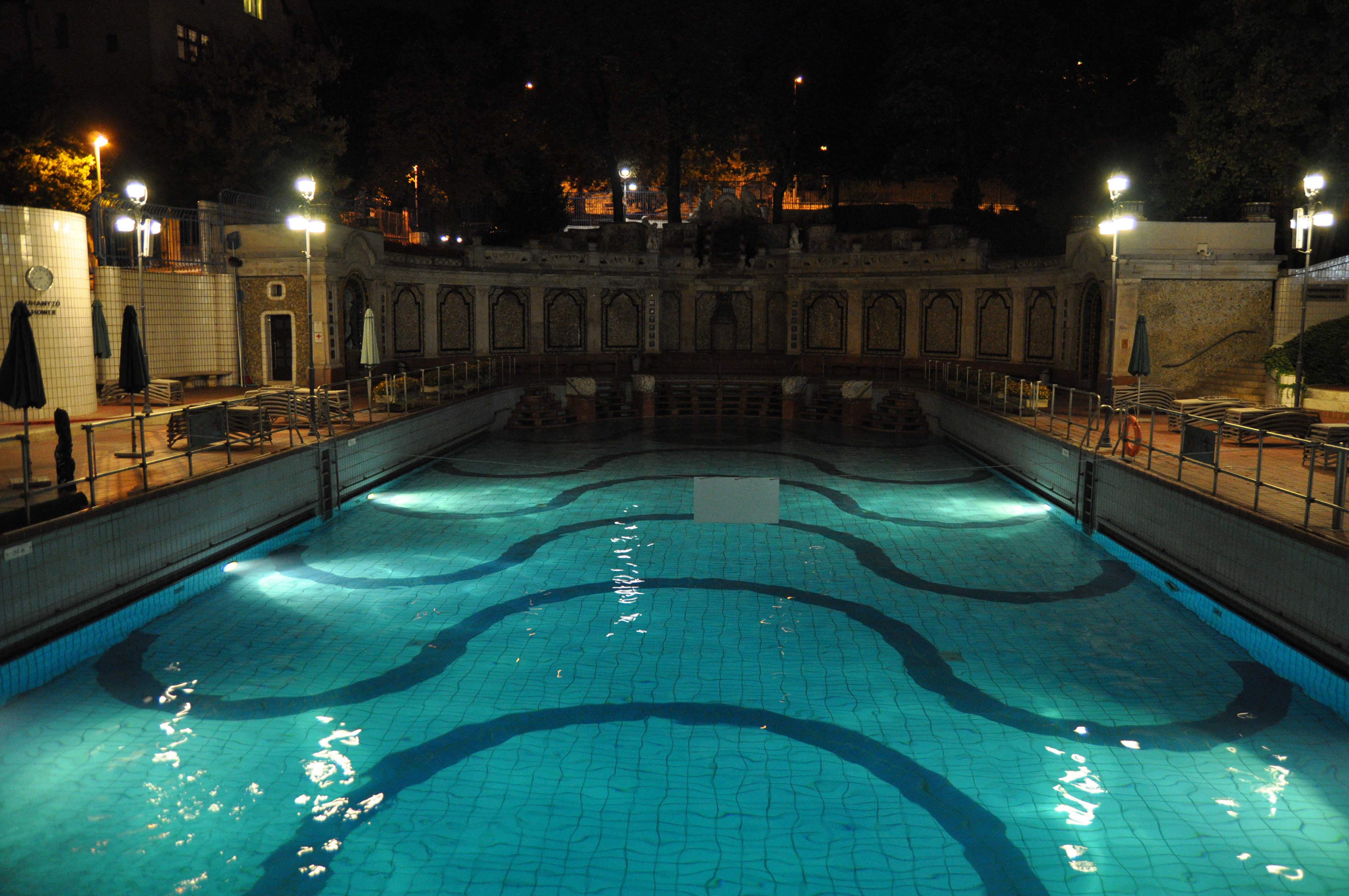

## Filmhíradó felvételek a Gellért gyógyfürdőről
- A Gellért fürdő és a fürdő télikertje egy 1918-as némafilmen
- A Gellért fürdő pezsgőfürdőjének megnyitása[halott link]
- Felvételek a Gellért fürdőről – 1941[halott link]